# Limoniastrum monopetalum
Limoniastrum monopetalum är en triftväxtart som först beskrevs av Carl von Linné, och fick sitt nu gällande namn av Pierre Edmond Boissier. Limoniastrum monopetalum ingår i släktet Limoniastrum och familjen triftväxter. Inga underarter finns listade i Catalogue of Life.

## Bildgalleri

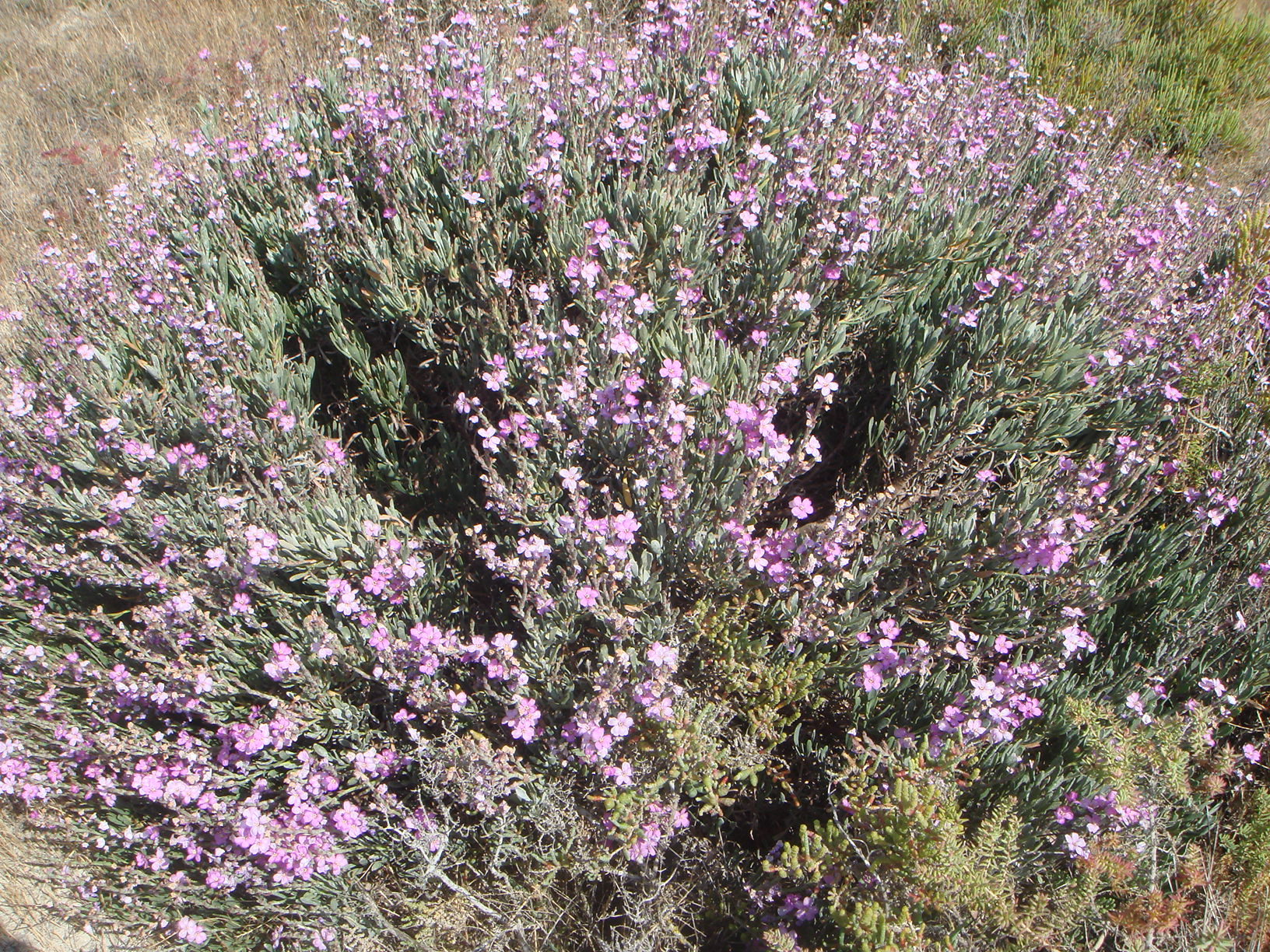
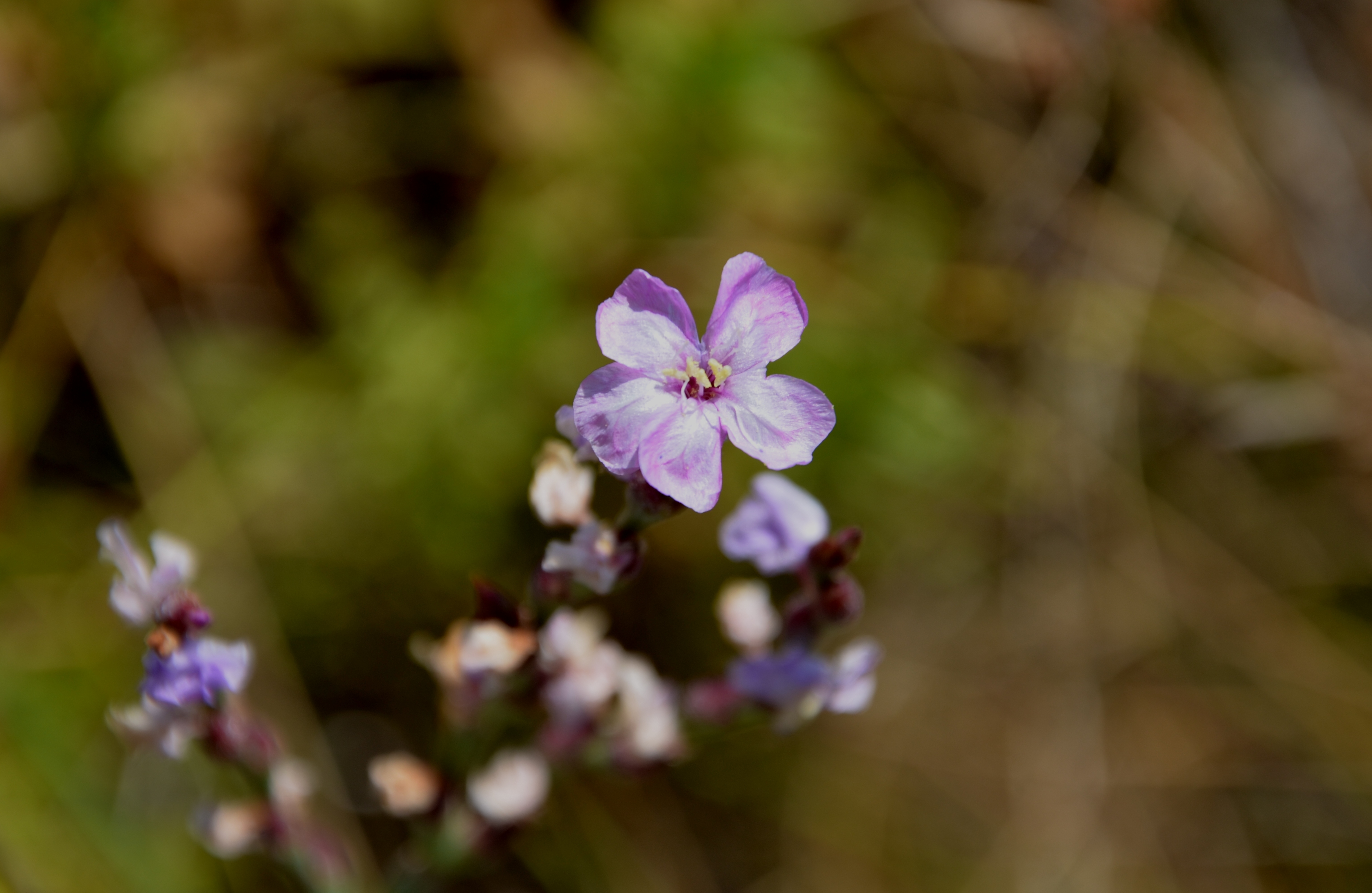
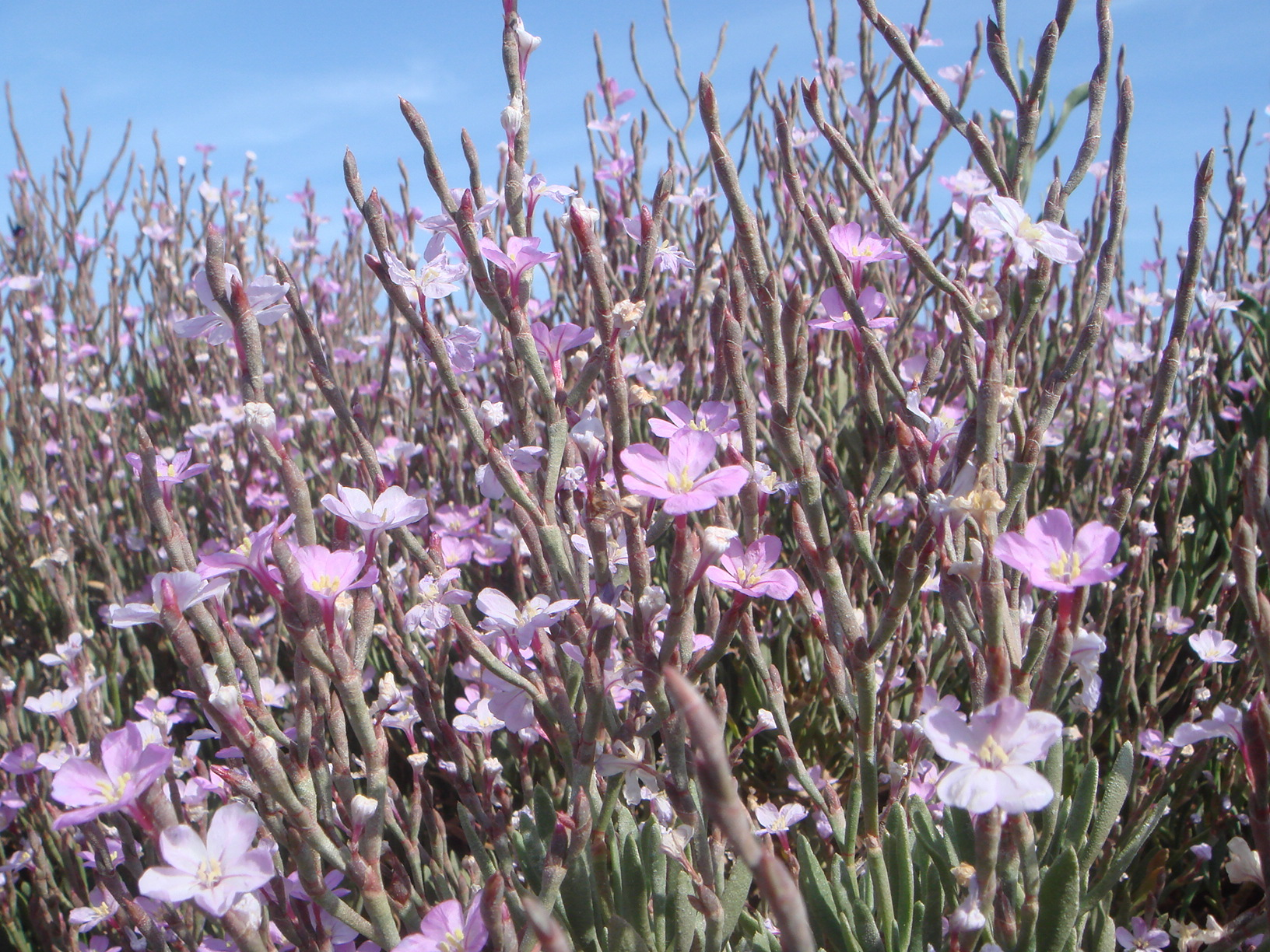
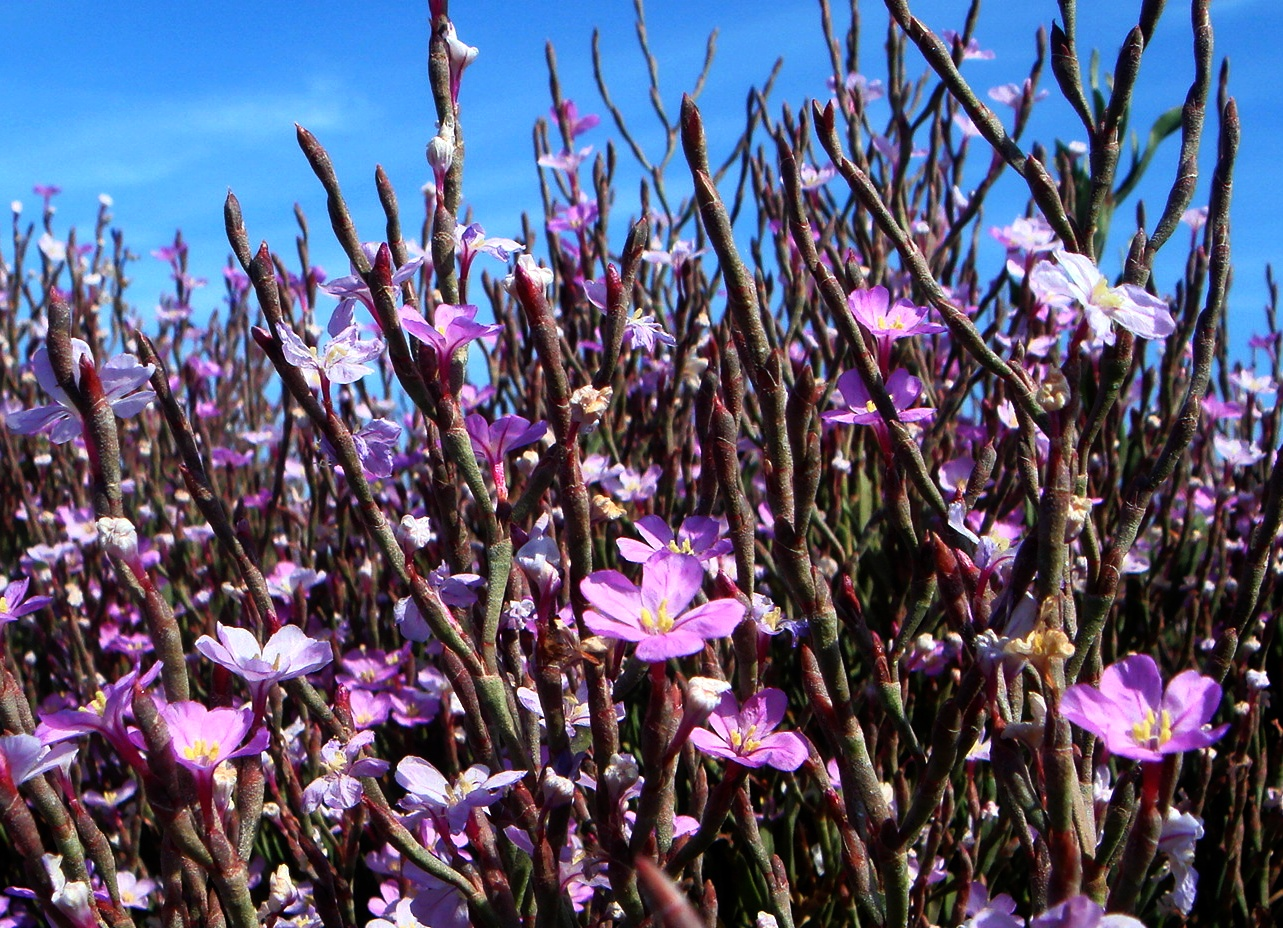
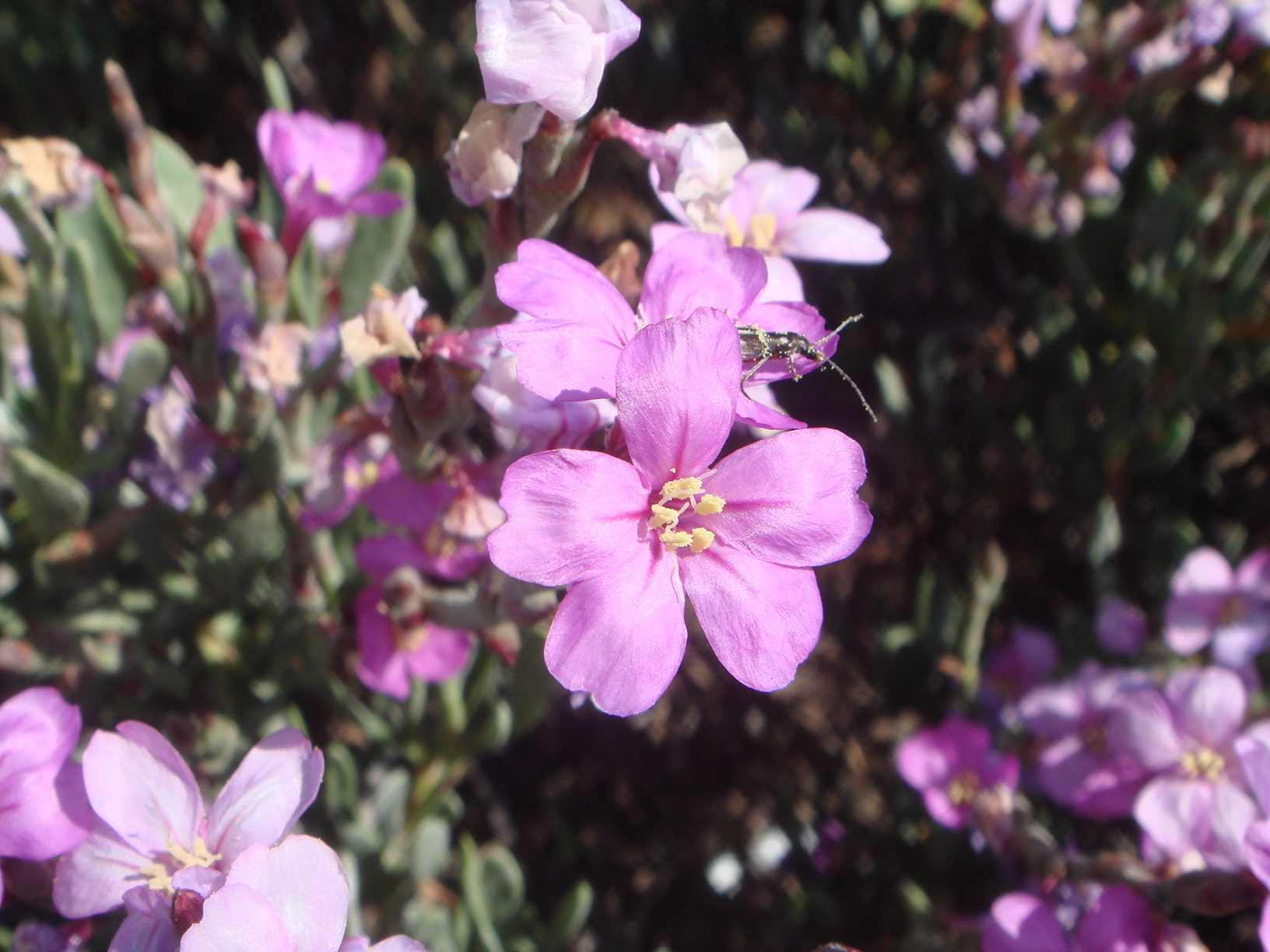
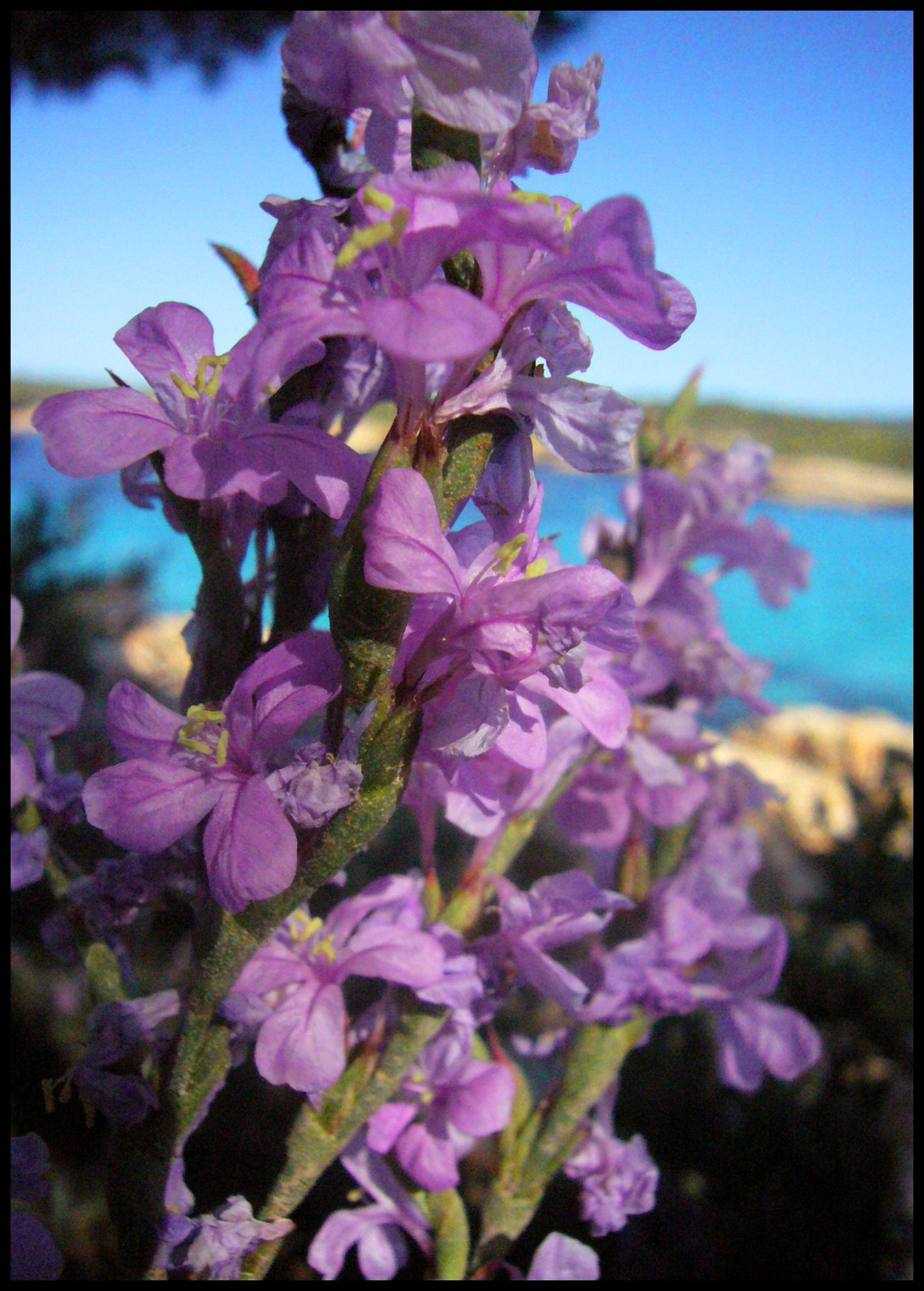